# Pellefant
Pellefant är en av Rune Andréassons seriefigurer och huvudfigur i serien med samma namn. Seriefiguren är en liten blå leksakselefant med enormt stort självförtroende. Den publicerades i en egen tidning 1965–1992.

## Historik
Redan på 40-talet skrev Andréasson boken Pellefant i Gottlandet, som 1954 slutligen kom ut i tryck. Figuren hade egen serietidning 1965–1992. Williams förlag gav ut tidningen till och med 1974. Winthers gav ut tidningen första halvan av 1975, varefter Williams förlag tog tillbaka titeln och fortsatte utgivningen till mitten av 1976. Under andra halvan av 1976 stod Semic Press som utgivare, medan tidningen kom ut på Atlantic förlag från 1977 och fram till tidningens nedläggning 1992.
 Andréasson lämnade tidigt över både tecknandet och manusförfattandet till andra, i samband med att han började arbeta med sin nya film- och seriefigur Bamse. De som tog över var Gösta Gummesson och dansken Gil Johansen, men även Georges Bess.

## Figurer
- Pellefant är en liten blå leksakselefant, dryg, självgod och envis, inte helt olik Karlsson på taket. Hans förmåga att ofta handla först och tänka sedan innebär att Pellefant ständigt hamnar i besvärliga situationer, något han aldrig inser själv eftersom han ser sig själv som bäst i världen på allt. Med sitt rysligt starka snabel-trumpetande, knakelibraklåten, klarar han dock upp en hel del besvärliga situationer.

- Pip är en liten mus som är Pellefants kompis och en ofta räddande ängel som kan jämföras lite med Benjamin Syrsa.

- Filur var från början en liten ond trollkarl som oftast misslyckades med sina trollkonster. Efter att dansken Gil tagit över det mesta arbetet för Pellefant blev han dock med tiden snällare och snällare. Till slut blev han antingen en gnabbig retkompis till Pellefant och Pip eller en genuint vänlig figur som ibland bjuder in Pellefant och Pip på saftkalas, till det lilla slottet där han bor. Han har en moster som han i Andréassons version anser vara en skam för familjen, eftersom hon är så snäll.

- Lakritstrollet är en storväxt och trögtänkt figur med svart päls som ofta hittar på busstreck och hyss; det är Filurs kompanjon men vanligen hårt utnyttjad av denne. Lakritstrollet försvann strax efter att Andréasson lämnat ifrån sig serien.

- Andra leksaker – Pellefant och Pip bor i ett hus tillsammans med en handfull andra leksaksfigurer, bland annat en cowboydocka, en flickdocka och en leksakshund.